# Condecoraciones de Castilla y León

Escudo de Castilla y León.

Las condecoraciones de Castilla y León son el conjunto de distinciones civiles entregadas por las autoridades de esta comunidad española como máxima expresión de agradecimiento a personas o entidades por la realización de servicios considerados relevantes para la región o en reconocimiento de méritos excepcionales. Se encuentran reguladas por el Decreto 219/1997, de 6 de noviembre, por el que se regula la concesión de distinciones y honores de la Comunidad de Castilla y León, norma básica de esta comunidad autónoma en materia de recompensas que derogó un decreto anterior, aprobado en el año 1987.
Estas recompensas, de carácter honorífico ya que no conllevan prestación económica alguna, se otorgan mediante decreto de la Junta de Castilla y León rubricado por su presidente que es el encargado de su imposición en una ceremonia solemne. Es obligatorio elaborar, con carácter previo, un expediente en el que se determinen las circunstancias que justifiquen su concesión. La Consejería de Presidencia y Administración Territorial mantiene un libro de registro de condecoraciones con secciones dedicadas a cada una de ellas. Es posible efectuar nombramientos a "título póstumo".
- Medalla de Castilla y León: Tiene como finalidad recompensar a aquellas personas o entidades por actuaciones notables prestadas en defensa de la identidad e intereses generales de la comunidad autónoma. No es posible entregarla a las autoridades autonómicas mientras a se encuentren en el ejercicio de su cargo pero sí concederla a autoridades de otras regiones españolas o de otros países por motivos de cortesía o reciprocidad. Posee dos categorías:
  - Medalla de Oro
  - Medalla de Plata

El número de nombramientos está limitado anualmente a una en la categoría de oro, y tres en la de plata. Los condecorados tienen derecho a ocupar lugares preferentes en los actos organizados por la Junta de Castilla y León. La medalla de oro es considerada la condecoración regional de mayor rango. Su insignia consiste en una medalla de pecho, realizada en el metal asociado a cada categoría, con un diámetro que no puede exceder los 50 milímetros y sujeta con una cinta de color carmesí. En su anverso figura el escudo de Castilla y León realizado en esmalte. En el reverso puede leerse la leyenda "Medalla de Castilla y León" y el nombre del titular.
- Medalla al Mérito Profesional: Premia a personas por su dedicación y constancia permanentemente, actuaciones consideradas relevantes en el desempeño de la actividad profesional y hayan contribuido significativamente a la prosperidad y desarrollo de la región. No pueden recibirla aquellos que ocupen puestos directivos en la administración autonómica. Su insignia  es una medalla de pecho, con un diámetro que no puede superar los 50 milímetros de diámetro. En su anverso aparece reproducido el escudo regional realizado en esmalte y en su reverso aparece escrita la inscripción "Castilla y León al Mérito Profesional" y el nombre del condecorado. La insignia se porta sujeta con una cinta carmesí.

Las condecoraciones de las Cortes de Castilla y León, la asamblea legislativa regional, se rigen por una norma propia, el Reglamento de Honores y Distinciones de las Cortes de Castilla y León, establecido mediante el acuerdo de la Mesa de la cámara  de 25 de enero de 2006, acuerdo que modificó la normativa existente aprobada en 1986. Las recompensas parlamentarias, tienen un carácter honorífico, requieren la elaboración de un informe previo, son concedidas por la Mesa e impuestas por su presidente. Las Cortes de Castilla y León poseen su propio libro de registro de distinciones. 
- Medalla de las Cortes de Castilla y León: Es la más alta distinción de la asamblea, premia a personas o entidades por méritos relevantes o servicios realizados en favor de la región que hayan sido considerados sobresalientes. Puede ser concedida a título póstumo y tiene dos categorías:
  - Medalla de Oro
  - Medalla de Plata

Su insignia está fabricada en metal dorado o plateado, en su anverso muestra el escudo de Castilla y León, acompañado de filiera y realizado en esmalte. La insignia está rematada con una corona real abierta. En su reverso está grabada la leyenda las Cortes de Castilla y León, el nombre del galardonado, la fecha de concesión y el número de la medalla. Si la medalla es entregada a personas, su insignia se porta sujeta con una cinta de 30 milímetros de color púrpura y se acompaña de una insignia de solapa o miniatura, idéntica pero de menor tamaño. Las entidades reciben la insignia enmarcada en un cuadro-vitrina. Personas y entidades también obtienen un diploma acreditativo.
- Medalla al Mérito Parlamentario: Reconoce méritos o servicios relevantes en interés de las Cortes de Castilla y León. Su insignia es idéntica a la Medalla de las Cortes, salvo que está realizada en metal dorado, sin esmaltes y en su anverso aparece escrita la expresión Al Mérito Parlamentario.